# Ambasada Kanady w Warszawie
Ambasada Kanady w Warszawie (ang. Embassy of Canada in Warsaw, fr. Ambassade du Canada à Varsovie) – kanadyjska placówka dyplomatyczna w Polsce. Siedziba Ambasady znajduje się w Warszawie przy ul. Jana Matejki 1/5.
Misja Ambasady Kanady w Warszawie oprócz Rzeczypospolitej Polskiej obejmuje także Republikę Białorusi.

## Historia

### Okres do 1945
Stosunki dyplomatyczne utrzymywano za pośrednictwem Wielkiej Brytanii; bezpośrednio jedynie konsularne.

### Okres po 1945
Stosunki dyplomatyczne nawiązano w 1945 na szczeblu poselstw. Przedstawicielstwo mieściło się w hotelu Bristol przy ul. Krakowskie Przedmieście 42-44 (1947-1950), ul. Katowickiej 31 (1951-1969). W 1970 poselstwu nadano rangę ambasady, którą przeniesiono na ul. Jana Matejki 1-5 (1970-). Budynek ten został zburzony pod budowę obecnej siedziby.
Projekt nowej siedziby ambasady, której autorem jest architekt Voytek Gorczynski, otrzymał szereg nagród, m.in. jako „Najlepszy Budynek Roku 2001” przez Polish Business News, „Najlepszy Budynek Użytku Publicznego w 2002 Roku” przez władze miasta Warszawy oraz specjalne wyróżnienie Stowarzyszenia Architektów Polskich za najlepszy projekt architektoniczny 2001.
Tymczasową siedzibę ambasady, w trakcie modernizacji budynku przy ul. Matejki, ulokowano w biurowcu Millennium Plaza w Al. Jerozolimskich 123a (2001-2002).
Rezydencja posła mieściła się m.in. przy ul. Wąchockiej 7 (1954-1957), ul. Katowickiej 16 (1964-1966), w domu z 1977 przy ul. Lotaryńskiej 11 (2007-).

## Sekcje Ambasady
- Sekcja Wizowa (ang. Visa Section), ul. Piękna 2-8
- Sekcja Handlowa (ang. Trade Section),
- Sekcja Konsularna (ang. Consular Section),
- Sekcja Polityczno-Ekonomiczna, Współpracy Kulturalnej i Akademickiej oraz Spraw Publicznych (ang. Political, Economic, Cultural, Academic & Public Affairs Section),
- Biuro Attaché Sił Zbrojnych Kanady (ang. Canadian Defence Attaché).

Ambasada zatrudnia 78 członków personelu.

## Pomnik Dwóch Skał

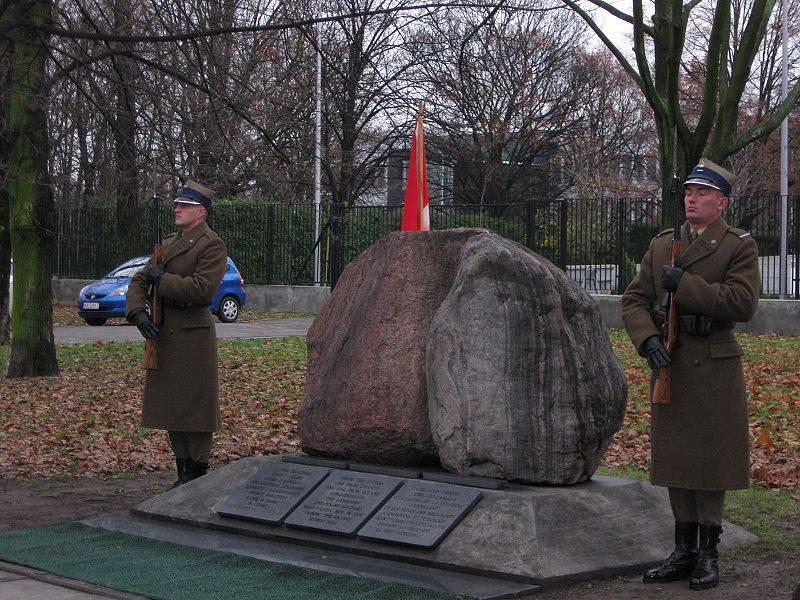
Pomnik Dwóch Skał

Pomnik Dwóch Skał został wzniesiony w 1999 przez ówczesnych premierów Kanady i Polski – Jeana Chrétien i Jerzego Buzka. Napis na pomniku brzmi: „Oto dwie skały, jedna z Polski i jedna z Kanady, upamiętniające polskich i kanadyjskich żołnierzy, którzy walczyli ramię w ramię podczas II Wojny Światowej”. Jeden kamień pochodzi z Wilna w kanadyjskiej prowincji Ontario, a drugi z ziemi kaszubskiej. Symbolizują wspólną przyszłość narodów kanadyjskiego i polskiego.